# Peștera Munticelu
Peștera Munticelu (monument al naturii numit și Peștera Ghiocelu) este o arie protejată de interes național ce corespunde categoriei a IV-a IUCN (rezervație naturală de tip speologic) și, face parte din complexul carstic al Cheilor Bicazului. Este situată în județul Neamț pe teritoriul administrativ al comunei Bicazu Ardelean.

## Localizare
Aria naturală se află spre la limita vestică a județului Neamț cu județul Harghita în Munții Hășmaș, pe partea stângă a apei Bicazului – în apropierea porțiunii din drumului național DN12C care leagă localitatea Bicazu Ardelean de Lacu Roșu prin Cheile Bicazului. Acesul spre peștera se face din dreptul carierei de calcar Surduc, la un sfert de km de intrarea în rezervația Cheile Șugăului.

## Caracteristici
Descriere
Rezervația naturală cu o suprafață de 0,10 hectare, face parte din situl Natura 2000 Cheile Șugăului – Munticelu și reprezintă o cavernă cu o mare varietate de formațiuni concreționare, în abruptul calcaros al Masivului Munticelu[A]. Cu o dezvoltare de 120 m și o denivelare de 14m  (-2 respectiv +12 față de intrare), are o intrare scundă de 1 – 1,5 m situată la baza unui perete de calcar, urmată de un culoar de 10 metri – descendent. Acesta conduce într-o sală cu lungimea de 30 de metri și înălțimea de 4-5 metri. Planșeul inferior – neted în prima parte a sălii, este acoperit de argilă și calcar depus sub formă de crustă. În continuare planșeul acoperit de o îngrămădire de blocuri, urcă în trepte spre vest, având forma unui amfiteatru. Din peretele estic al sălii se desprind câteva diverticule.
Cel mai semnificativ element al peisajului cavernicol îl constituie stalagmitele – în special cele lumânare, ce formează o adevărată pădure în partea de nord[B]. Stalactitele fistulare, formează aici uneori adevărate „ploi de macaroane”. Un lac mic ce este căptușit cu calcit spongios, se află în partea de sud într-un diverticul.  Se pot identifica într-un alt diverticul și câteva oase ale ursului peșterilor, printre care și cel al unui femur încastrat într-o stalagmită.
Fauna de chiroptere care hibernează aici este formată 4 specii de lilieci, toate fiind specii de interes comunitar care necesită o protecție strictă.
Aspecte turistice
Arealul este permanent accesibil și vizitarea lui nu necesită echipament special.  Nefiind electrificată, necesită totuși procurarea unor surse personale de lumină.
În apropiere pe Șaua Glodului se găsește Peștera Tunel, care traversează stânca pentru a ieși în rezervația Cheile Șugăului.
Speleogeneză și aspecte morfologice
Dezvoltarea sălii s-a făcut de-a lungul unui plan tectonic înclinat spre est al Masivului Munticelu, în care exista o diaclază înclinată tot spre est cu 30-40° ce a fost intersectată de o fractură principală orientată de la nord la sud. Sala a apărut pe fondul dizolvării produse la zona de intersecție a respectivelor accidente tectonice. Ulterior prăbușirile de blocuri, au condus la aspectul actual.

## Mic istoric
Numele – local de Peștera Ghiocelu, vine de la descoperirea ei în primavara anului 1973 de către un grup de copii plecati la cules ghiocei.. În același an a fost cartată de L. Povară și G. Diaconu după care N. Acrâșmăriței și M. Ciobanu îi publică publică schița și descrierea. Din păcate această publicitate prematură neurmată de luarea imediată a unor măsuri de protecție și amenajare, au dus la scurtă vreme după descoperire la apariția unei puternice degradări antropice.
Declararea cavernei pentru prima dată ca arie protejată s-a făcut în 1971 – pe plan local. Statutul a fost recomfirmat în 1994, fiind recunoscut la nivel național în anul 2000 de Legea Nr.5 din 6 martie 2000 (privind aprobarea Planului de amenajare a teritoriului național - Secțiunea a III-a - zone protejate)
Cercetării asupra faunei de chiroptere a peșterii au avut loc în 2004 și în perioada 2007 – 2008.

## Literatură suplimentară
- Catalogul sistematic al peșterilor din România – 1981, Goran, C., 1982.
- Peșteri din România - Ghid Turistic., Orghidan T.,  Negrea Șt.,  Racoviță Ghe.,  Lascu C., Ed. Sport-Turism, București, 1984, p. 430-434
- Peșteri din Secuime., Dénes, I. Speomond, nr. 9-10, pag. 33-38, 2004-2005